# Alypophanes
Alypophanes is een geslacht van vlinders van de familie uilen (Noctuidae), uit de onderfamilie Acontiinae.

## Soorten
- A. flavirosea Hampson, 1911
- A. iridocosma Turner, 1908
- A. phoenicoxantha Hampson, 1911